# Fuel 2000
Fuel 2000 ist ein US-amerikanisches Musiklabel mit Sitz in Los Angeles, Kalifornien.

## Geschichte
Das Musiklabel wurde 1994 initiiert und veröffentlicht vor allem Tonträger von Gruppen aus den Genres Classic Rock, Blues, Swing, Jazz und Gospel. Das Label hat mit der Zeit 20.000 Masterbänder selbst erworben oder langfristig lizenziert. 2015 wurden die Fuel-Assets selbst von der Firma IP Investment Fund 43 North erworben.

## Künstler (Auswahl)
- Albert King
- Asia
- Bill Wyman’s Rhythm Kings
- Buddy Guy
- Creedence Clearwater Revisited
- Culture Club
- Deep Purple
- Death in Vegas
- Django Reinhardt
- Edgar Winter
- Edith Piaf
- Five Blind Boys of Mississippi
- Fleetwood Mac
- Frank Frost
- Hawkwind
- Ian Anderson
- Ian Hunter
- Ike & Tina Turner
- Jeff Beck & The Yardbirds
- Jefferson Starship
- Jethro Tull
- John Lee Hooker
- John McLaughlin
- Julian Lennon
- Leadbelly
- Lowell Fulsom
- Marianne Faithfull
- Mississippi Fred McDowell
- Otis Rush
- Ten Years After
- The Archies
- The Moody Blues
- The Rembrandts
- The Zombies
- Thelonious Monk
- Townes Van Zandt
- Screamin’ Jay Hawkins
- Sheena Easton
- Shirley Bassey
- Small Faces
- Son House
- UK Subs
- Vanilla Fudge
- Y & T
- Willie Nelson

## Veröffentlichungen (Auswahl)
- Jethro Tull – The Jethro Tull Christmas Album
- Julian Lennon – Photograph Smile